# Лаоський тритон звичайний
Лаоський тритон звичайний (Laotriton laoensis) — єдиний вид земноводних роду Лаоський тритон родини саламандрові.

## Опис
Загальна довжина сягає 17—22 см. Голова трикутної форми, по ширині дорівнює тулубу, рило коротке. Паротоїди (залози) доволі помітні. Язик невеличкий з вільним заднім краєм. Тулуб доволі кремезний з 3 гребенями. Шкіра бородавчаста. Кінцівки сильні, з 4 пальцями. Хвіст менше за тулуб, стиснутий з боків, на кінці звужується.
Основний тон забарвлення чорний, по якому на спині, перш за все по гребеням, проходить широка пляма яскраво-помаранчево-жовтого кольору, на череві вона помаранчево-червона.

## Спосіб життя
Полюбляє гірські струмки, ставки, канави, у лісистій місцині, серед скребів. Часто трапляється серед каміння та коріння дерев. Активний вдень. Живиться водними безхребетними, дрібною рибою, молюсками.
Це яйцекладна амфібія. Відомостей щодо парування та розмноження не достатньо.

## Розповсюдження
Мешкає лише в Лаосі: в особій зоні Сайсомбун і в районі Пхукут (провінція Сиангкхуанг).